# Zalea clava
Zalea clava är en tvåvingeart som beskrevs av Mcalpine 2007. Zalea clava ingår i släktet Zalea och familjen Canacidae. Inga underarter finns listade i Catalogue of Life.